# Mortal Way of Life
Mortal Way of Life è il primo live-album dei Sodom registrato durante il Sodomania Tour tra aprile e maggio 1988. Esce dapprima con una copertina con il disegno di una scena di vita dell'era greco-romana che raffigura un'orgia; in seguito, dopo la censura dell'artwork originale, viene venduto con una copertina nera dove al centro è illustrato il logo dei Sodom, una scritta che li accompagna fin dal primo album. Nella seconda soluzione grafica l'album prende un titolo diverso, Mortal Way of Live. Tutti i testi sono di Tom Angelripper.

## Tracce
1. Persecution Mania – 4:44
2. Outbreak of Evil – 3:46
3. The Conqueror – 3:00
4. Iron Fist (Motörhead cover) – 2:56
5. Obsessed by Cruelty – 8:54
6. Nuclear Winter – 5:55
7. Electrocution – 3:06
8. Blasphemer – 6:00
9. Enchanted Land – 4:15
10. Sodomy & Lust – 5:02
11. Christ Passion – 6:24
12. Bombenhagel – 6:40
13. My Atonement – 5:57

Bonus Track
1. Conjuration – 5:26

## Formazione
- Tom Angelripper - voce, basso
- Frank Blackfire - chitarra
- Chris Witchhunter - batteria